# Albert Caquot
Albert Irénée Caquot (* 1. Juli 1881 in Vouziers, Ardennen; † 28. November 1976 in Paris) war ein französischer Ingenieur, der hauptsächlich auf den Gebieten des Bauingenieurwesens und der Luftfahrt arbeitete. Er erbaute mehr als 300 Brücken, Talsperren und andere Bauwerke, von denen mehrere Weltrang hatten. Er wurde im Ersten Weltkrieg militärisch ausgezeichnet, bekam 1951 das Kreuz der Ehrenlegion und zahlreiche weitere Auszeichnungen, auch aus Großbritannien und den USA. Ab 1934 war er Mitglied der Französischen Akademie der Wissenschaften und dort von 1952 bis 1961 auch Präsident.

## Leben
Seine Eltern Paul und Marie-Irma Caquot besaßen einen Bauernhof in Vouziers in den Ardennen. Sein Vater war so fortschrittlich, dass er schon 1890 in ihrem Haus Elektrizität und Telefon installierte. Im Alter von 18 Jahren, ein Jahr nach dem Abschluss des Lyzeums in Reims, ging Albert zur École polytechnique (X1899) und später zur École Nationale des Ponts et Chaussées.

### Wissenschaftler und Konstrukteur
Von 1905 bis 1912 war er Ingenieur und Projektmanager in Troyes (Département Aube). Dort verbesserte er das Kanalisationssystem so, dass die Stadt vor der  Jahrhundertflut von 1910 geschützt wurde. 1912 wurde er Teilhaber in dem Planungsbüro von Armand Considère, wo er sein Talent als Konstrukteur anwenden konnte. Nach dem Tod von Considère 1914 hieß die Firma dann „Pelnard-Considère & Caquot“. Dort arbeitete er außerdem von 1919 bis 1928, von 1934 bis 1938 und wieder ab 1940.
Albert Caquot war auch ein wissenschaftlicher Forscher, dessen Ergebnisse meist sogleich angewendet werden konnten. Seine hauptsächlichen Beiträge waren:
- Bemessung von Stahlbeton unter Berücksichtigung der Festigkeit des Materials. 1930 definierte er die „intrinsische Kurve“ und erklärte, warum die Elastizitätstheorie für die Berechnung moderner Baukonstruktionen nicht mehr ausreichte.
- das Caquot-Kriterium für plastische Festkörper in der Kontinuumsmechanik (solides rigides plastiques en mécanique des milieux continus).
- für die junge Bodenmechanik und Fundamentberechnungen in der Geotechnik fand er ein „Theorem der übereinstimmenden Zustände“ (théorème des états correspondants; corresponding states theorem, CST). Seine Veröffentlichung von 1933 über die Stabilität von pulverförmigem oder kohärentem Material fand Anerkennung durch die Académie des sciences, von der er am 12. November 1934 zum Mitglied in der Mechanik-Sektion gewählt wurde. 1948 entwickelte er mit Jean Kerisel (1908–2005), seinem Schwiegersohn und Schüler, eine neue Erddrucktheorie mit passivem Erddruck bei Wandreibung mit einer logarithmischen Gleitfläche. Dieses Prinzip ist heute noch bekannt als spezieller Erdwiderstandswert für gekrümmte Gleitflächen nach Caquot-Kerisel. Mit Kerisel schrieb er auch ein seinerzeit bekanntes Lehrbuch der Bodenmechanik, das auch ins Deutsche übersetzt wurde.
- Er plante auch eine Überbrückung des Ärmelkanals in mehreren Schritten mit 810 m langen Trägern in zwei Etagen mit acht Fahrspuren, zwei Eisenbahngleisen und zwei Gleisen für einen aérotrain (skytrain).

Während seines Lebens lehrte Caquot längere Zeit Mechanik/Materialwissenschaften an drei Ingenieur-Hochschulen in Paris: an der École nationale supérieure des mines de Paris, an der École Nationale des Ponts et Chaussées und an der Institut Supérieur de l’Aéronautique et de l’Espace.
Als Konstrukteur und Statiker entwarf er mehr als 300 Brücken und andere Bauwerke, von denen viele zu ihrer Zeit Weltrekorde darstellten:
- die Brücke von La Madeleine in Nantes (1928), eine Beton-Balkenbrücke über die Loire;
- die Pont La Fayette über die Gleise des Ostbahnhofs (Gare de l’Est) in Paris (1928), eine Fachwerk-Brücke aus bewehrtem Beton, bei der erstmals Rüttler mit komprimierter Luft verwendet wurden;
- die Pont Caquot (1928) über die Schlucht von Usses in the Alpen bei Annecy; eine 137 m überspannende Beton-Bogenbrücke;
- die Hafenmole von Le Verdon-sur-Mer (1931) an der Mündung der Gironde;
- das große Jean-Bart-Trockendock (Normandie-Dock) im Hafen von Saint-Nazaire (1929–1933);
- die Girotte-Talsperre (1944–49); Girotte-Talsperre (Alpen, Frankreich)

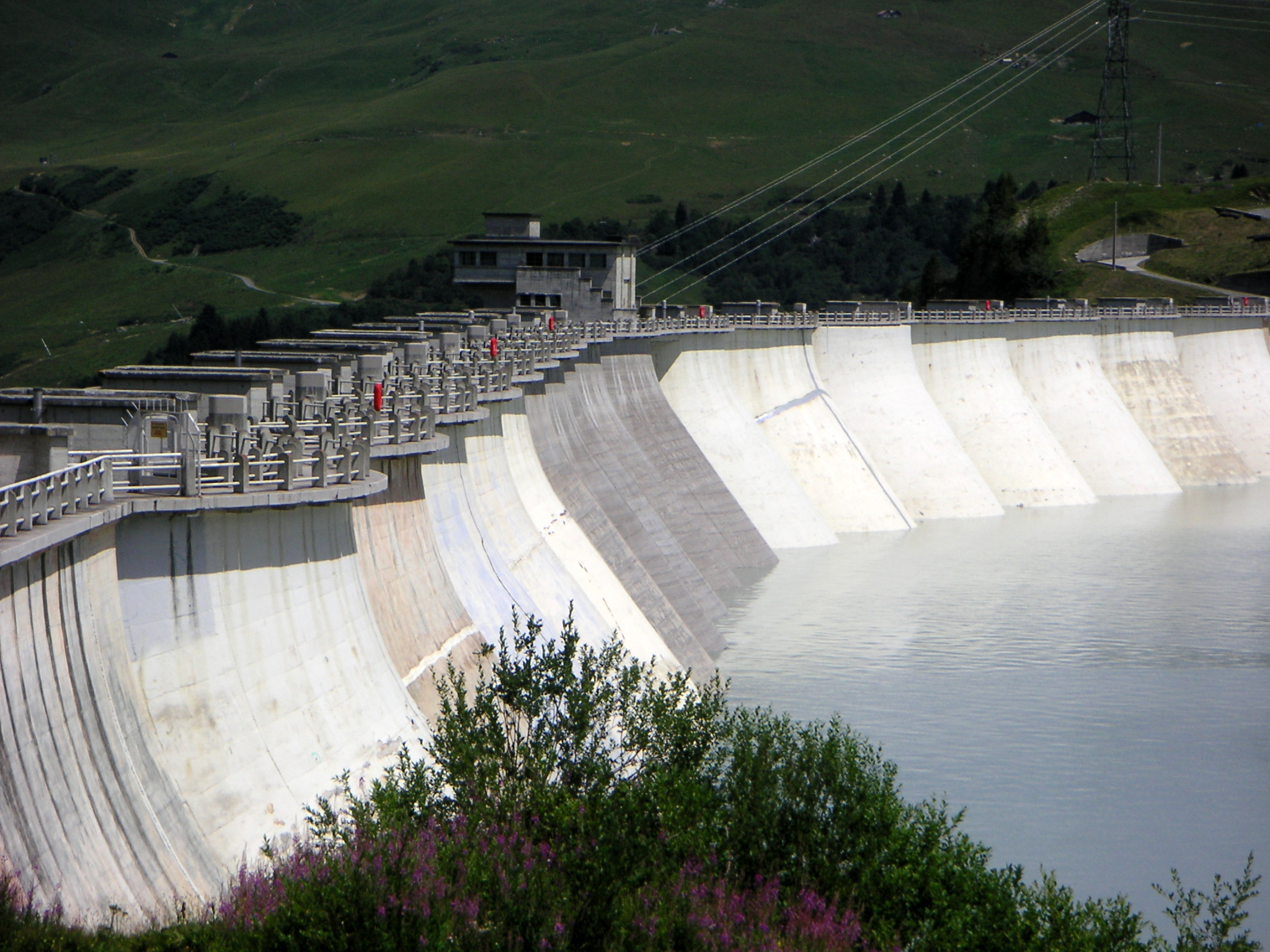
Girotte-Talsperre (Alpen, Frankreich)

- das Wasserkraftwerk am Canal de Donzère-Mondragon, im Rhonetal, mit der Schleuse von Bollène, der 1952 weltgrößten Schleuse;
- die Donzère-Mondragon-Schrägseilbrücke über diesen Kanal, die erste moderne Schrägseilbrücke;
- den Bildstock-Tunnel (1953–1955);
- das Gezeitenkraftwerk Rance, das erste und bis heute (2013) größte Gezeitenkraftwerk der Welt am Fluss Rance in der Bretagne (1961–1966).

Zwei prestigeträchtige Bauwerke machten ihn international berühmt: das innere Stahlbetontragwerk der großen Christus-Statue auf dem Corcovado in Rio de Janeiro von 1931 (30 m hoch und 1145 Tonnen schwer), und die George V-Brücke in Glasgow über den Clyde, bei der die schottischen Ingenieure ihn um seinen Rat baten.

### Luftfahrtingenieur
Während seines Lebens widmete er sich abwechselnd dem Bauingenieurwesen und der Luftfahrt, so wie es der Rhythmus des Ersten und des Zweiten Weltkriegs vorgab. Caquots Beiträge zur Luftfahrt sind unschätzbar, vom Entwurf des „Caquot dirigeable“ bis hin zu einigen Innovationen im französischen Luftfahrtministerium und der Gründung eines Instituts für Fluidmechanik. Marcel Dassault, den Caquot mit einigen Projekten beauftragt hatte, hielt ihn für einen der besten, innovativsten und visionärsten Ingenieure, den die Luftfahrt gehabt hat.
Ab 1901 absolvierte er seinen Militärdienst in einer Luftschiffeinheit der französischen Armee. Am Anfang des Ersten Weltkriegs führte er ein Luftschiff-Bataillon als Leutnant (Hauptmann?). Er bemerkte die Instabilität des Ballons bei Wind und entwarf deshalb einen wurstförmigen Ballon, der hinten Stabilisatoren hatte und der auch noch bei 90 km/h Windgeschwindigkeit betrieben werden konnte. Während des Krieges produzierte Frankreich diesen „Caquot dirigeable“ auch für die Alliierten England und die USA. Dies führte zu einem Vorteil bei der militärischen Aufklärung, zur Überlegenheit der Alliierten in der Luft und schließlich zum Sieg. 1918 ernannte Georges Clemenceau Caquot zum technischen Direktor der gesamten militärischen Luftfahrt.
1919 wurde auf Caquots Vorschlag das Musée de l’air et de l’espace (Luft- und Raumfahrtmuseum) in Le Bourget als das erste Luftfahrtmuseum der Welt gegründet.
1928 wurde Caquot der erste technische Direktor des neu gegründeten Luftfahrtministeriums. Er verfolgte eine Politik der Forschung, Prototypen und Massenproduktion, die Frankreich in der Luftfahrtindustrie führend machten. Seine hauptsächlichen Errungenschaften waren:
- 1928 wurde auf seine Initiative eine Hochschule gegründet, die Ecole Nationale Supérieure d’Aéronautique (Sup' Aero), die sich mit der wissenschaftlichen Forschung und Ausbildung auf dem Gebiet der Fluidmechanik beschäftigte. Sie führte zu weiteren Institutionen wie der ONERA (Office National des Etudes et Recherches Aérospatiales) von 1946, wo er bis 1961 Präsident des wissenschaftlichen Komitees war, und der Centre national d’études spatiales (CNES) von 1952.
- der Bau eines Windkanals in Chalais-Meudon 1929 bis 1934,[3] der 120 m lang und 25 m hoch war und mit dem man Flugzeuge unter realen Bedingungen, mit Motor und Pilot an Bord, testen konnte. Es war der größte Windkanal seiner Zeit, und in ihm wurden die Dassault Mirage III, die Sud Aviation Caravelle und die Concorde getestet, aber auch Autos wie der Renault 4CV und der VW Käfer.

1934 trat er nach einer Mittelkürzung, die ihn hinderte, seine Projekte weiterzuführen, zurück und ging für einige Jahre wieder ins Bauingenieurgeschäft.
1935 ließ er einen Hangar bauen, der 120 m lang, 60 m breit und 9 m hoch war und mit Anbauten 10.000 Quadratmeter Fläche hatte. Er ist noch heute in Betrieb.
1938, unter den Vorzeichen des Krieges, wurde Caquot berufen, die nationalen Luftfahrtangelegenheiten zu organisieren. Im Juli 1939 wurde er außerdem technischer Direktor im Luftfahrtministerium. 1940 trat er zurück.
Im Alter von über 80 Jahren übernahm er die Bauleitung des gigantischen Gezeitenkraftwerks Usine marémotrice de la Rance in der Bucht von Saint-Malo in der Bretagne.

### Der Mensch
Er zeigte immer eine große geistige Unabhängigkeit und Selbstlosigkeit. Die zahlreichen Ehrungen, die er aus verschiedenen Ländern bekam, zum Beispiel das Großkreuz der Ehrenlegion 1951, zeugen von seinen außergewöhnlichen Verdiensten. Er präsidierte mehr als 20 Jahre lang bei zahlreichen französischen wissenschaftlichen Organisationen wie dem  Conseil National des Ingénieurs Français und der Société d’Encouragement pour l’Industrie Nationale und war mehr als zehn Jahre im Vorstand der Électricité de France. 41 Jahre war er Mitglied der Académie des Sciences und ihr Präsident seit 1952. 1961 im Alter von 80 Jahren, gab er freiwillig alle seine Präsidentenämter auf, die er alle ehrenamtlich übernommen hatte. Er war warmherzig, aufmerksam, immer ansprechbar und familiär.

### Würdigungen
1934 wurde er zum Mitglied der Académie des sciences gewählt.
Am 2. Juli 2001 wurde in Frankreich zu Ehren Caquots eine 4,5-Francs (0,69-€) Briefmarke herausgegeben, um an seinen 120. Geburtstag und seinen 25. Todestag zu erinnern. Darauf waren das „Caquot dirigeable“-Luftschiff «saucisse» und die Caille-Brücke, zwei seiner Werke, neben seinem Porträt abgebildet.
Seit 1989 wird der „Albert-Caquot-Preis“ jedes Jahr von der französischen Association Francaise de Génie Civil (AFGC) an einen Ingenieur für sein Lebenswerk verliehen, besonders für die wissenschaftlichen und technischen Leistungen, seine Projekte und Werke, aber auch für seine moralischen und ethischen Eigenschaften und den Einfluss auf die Konstrukteurswelt. Jährlich abwechselnd wird der Preis an einen französischen Ingenieur, der Mitglied des AFGC ist, und an einen ausländischen Ingenieur verliehen. Unter den Preisträgern waren schon Fritz Leonhardt (1909–1999), Tung-Yen Lin (1912–2003), Alan Garnett Davenport (1932–2009) und Jean Muller (1925–2005).

## Werke
- A. Caquot: Role des matériaux inertes dans le béton. In: Mem. soc. Ingen. Civils France, (Juillet-Aout) 1935.
- Caquot, Jean Kérisel: Traité de mécanique de sols. 3. Auflage. 1956; deutsche Übersetzung Grundlagen der Bodenmechanik, Springer 1967.